# Heinrich Mokroß
Heinrich „Heiner“ Mokroß (* 11. August 1924; † nach 2002) war ein deutscher Fußballspieler. Von 1948 bis 1961 absolvierte der Offensivspieler in den damals erstklassigen Fußball-Oberligen Süd und Nord für die Vereine TSV Schwaben Augsburg, Hannover 96 und TuS Bremerhaven 93 151 Ligaspiele und erzielte dabei 86 Tore. Der Offensivspieler wurde mit Bremerhaven in der Saison 1954/55 Vizemeister im Norden und absolvierte im Mai/Juni 1955 sechs Spiele in der Endrunde um die deutsche Fußballmeisterschaft, in denen er drei Tore erzielte. Mokroß ist mit 84 Treffern der Rekordschütze von Bremerhaven 93 in der Oberliga Nord.

## Laufbahn

### Beginn, bis 1952
Die ersten Vereinsstationen absolvierte Heiner Mokroß bei der SpVgg Bismarckhütte und der SpVgg Kaufbeuren, wovon er dann Ende der 1940er Jahre den Weg zu Schwaben Augsburg in die erstklassige Oberliga Süd fand. Bei der lila-weißen Schwaben-Elf um die Leistungsträger Franz Süßmann (Torhüter), Wilhelm Dziarstek, Wilhelm Struzina und Georg Lechner wurde der Neuzugang aus Kaufbeuren in der Hinrunde 1949/50 vom fünften bis siebten Spieltag dreimal in Folge eingesetzt, einen Stammplatz konnte er damit aber nicht erobern. Lediglich am 10. April 1950, einem 1:0-Heimerfolg gegen die Stuttgarter Kickers, wurde Mokroß in der Rückrunde noch einmal im Punktspielbetrieb eingesetzt. Nach nur einer Saison beendete er seine Tätigkeit bei Schwaben Augsburg und unterschrieb zur Saison 1950/51 einen neuen Vertrag beim Freiburger FC.
In Süddeutschland startete im Sommer 1950 die neu eingeführte 2. Liga Süd; dem Starterfeld von 18 Vereinen gehörte auch das Team vom Möslestadion aus dem südbadischen Schwarzwald an. Zur Verstärkung verpflichtete der FFC neben Mokroß noch die weiteren Spieler Hans Faber, Hans Fangmann, Paul Lehmann und als Spielertrainer Hans Roggow. Freiburg startete am 20. August 1950 mit einem 2:2-Heimremis gegen den ASV Cham in die 2. Liga Süd. Alle fünf Neuzugänge kamen zum Einsatz, Mokroß stürmte am linken Flügel. Im weiteren Rundenverlauf kämpfte der FFC aber massiv um den Klassenerhalt und verpflichtete zur Rückrunde als Trainer den Ex-Nationalspieler Andreas Munkert. Auf dem 14. Rang stehend, wurde knapp der Klassenerhalt erreicht. Die Leistungen von Mokroß waren aber immerhin dem Nordoberligisten Hannover 96 Grund genug, um den Angreifer zur Saison 1951/52 mit einem neuen Vertrag auszustatten. Mokroß wechselte im Sommer 1951 nach Niedersachsen zu den „Roten“ in die Landeshauptstadt Hannover.
Neu beim Team aus der Stadt an der Leine waren auch der Trainer Emil Iszo und die Mannschaftskameraden Karl-Heinz Franz (Preußen Hameln), Helmut Geruschke (TuS Bremerhaven 93) und Ernst Naab (Eintracht Braunschweig). Zu Beginn der Runde stand Mokroß in der Startelf und erzielte auch beim 3:1-Auswärtserfolg am 28. August 1951 beim SK Lüneburg zwei Treffer. In der Rückrunde wurde er aber nur noch am 20. Januar 1952 beim 4:2-Heimerfolg gegen Victoria Hamburg eingesetzt. Hannover 96 lief dabei im Angriff mit Heinz Wewetzer, Hans Tkotz, Erich Loth, Ludwig Pöhler und Linksaußen Heiner Mokroß auf. Am Rundenende hatte er neun Ligaeinsätze bestritten (2 Tore) und Hannover 96 rangierte auf dem 11. Rang. Er erhielt von dem auf dem 8. Rang platzierten Bremerhaven 93 zur Saison 1952/53 ein Angebot und wechselte in die Seestadt an der Nordsee.

### Bremerhaven, 1952 bis 1961
Beim Team vom Zollinlandstadion folgten für Mokroß drei grandiose Runden mit 58 Ligatoren, der Vizemeisterschaft 1955 im Norden und den Spielen in der deutschen Endrunde. Die ersten zwei Runden spielte er in Bremerhaven unter Trainer Helmuth Johannsen und da glückte sein Durchbruch zum Torjäger in der Oberliga Nord. In seiner ersten Bremerhavener Runde, 1952/53, erzielte er in 22 Ligaspielen 20 Tore und belegte damit im Norden hinter Günter Schlegel (26 Tore), Kurt Hinsch (23 Tore) und Emil Maier mit 21 Toren den vierten Rang. Bremerhaven rangierte mit 29:31 Punkten auf dem 8. Tabellenrang. Als im Weltmeisterjahr 1953/54 Hannover 96 sensationell die Deutsche Meisterschaft gewann, bestätigte Mokroß mit 19 Treffern seine Torjägerqualitäten.
Zur Saison 1954/55 übernahm der vorherige Spieler Robert Gebhardt die Trainingsleitung bei den Weinroten. Die Mannen um Mokroß starteten mit einem 3:1-Heimerfolg gegen den amtierenden Deutschen Meister Hannover 96 in die Runde. Die Saison beendete das Team von Trainer Gebhardt mit 41:19 Punkten als überraschender Vizemeister: Mokroß hatte mit erneut 19 Toren die meisten Treffer für die „Zolli-Elf“ erzielt.
Zur Teilnahme an der Meisterschaftsendrunde mussten die Vizemeister aus dem Norden und dem Südwesten zuerst noch eine Qualifikation bestreiten. Am 4. Mai 1955 fand das Spiel in Düsseldorf gegen Wormatia Worms statt; die beiden ebenbürtigen Kontrahenten trennten sich mit 3:3 nach Verlängerung und hatten schon am folgenden (!) Tag das Wiederholungsspiel an gleicher Stelle zu bestreiten. Da setzte sich der Nordvizemeister mit 3:2 durch und gehörte damit der Endrundengruppe II mit Rot-Weiss Essen, Kickers Offenbach und Worms an, welches sich auch noch mit einem weiteren Qualispiel gegen den SSV Reutlingen (2:1) die Endrundenteilnahme erkämpft hatte. Am Ende rangierte der Nordvize mit 6:6 Punkten auf dem 2. Gruppenrang, Essen zog in das Finale ein und setzte sich am 26. Juni mit einem 4:3 gegen die Walter-Elf vom 1. FC Kaiserslautern durch. Mokroß erzielte in sechs Endrundeneinsätzen drei Tore.
Mit fünf Spielen und zwei Treffern beendete der Angreifer nach der Saison 1960/61 seine höherklassige Laufbahn. Er hatte für Bremerhaven in 138 Oberligaspielen 84 Tore erzielt. Bei DJK Arminia Bremerhaven klang seine Karriere im unteren Amateurbereich aus und er war auch noch als Trainer beim Cuxhavener SV tätig. Ab 1965 baute er bei der DJK Arminia die Badmintonabteilung auf, im Jahr 2000 wurde er für seine Verdienste vom Verein mit der goldenen Vereinsnadel ausgezeichnet.
Am 13. Juni 1956 kam er in der Auswahl des Norddeutschen Fußball-Verbandes in Groningen beim Spiel gegen Nordholland (2:4) zum Einsatz.